# 얼굴 검출

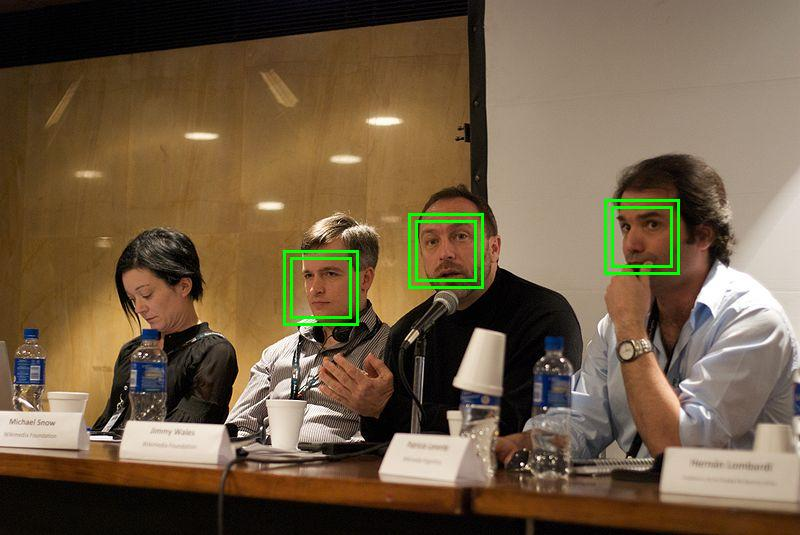

얼굴 탐지(face detection)는 컴퓨터 비전의 한 분야로 영상(Image)에서 얼굴이 존재하는 위치를 알려주는 기술이다. 얼굴 탐지의 알고리즘적인 기본 구조는 Rowley, Baluja 그리고 Kanade의 논문

에 의해 정의되었다. 다양한 크기의 얼굴을 탐지하기 위해 피라미드 영상을 생성한 후, 한 픽셀씩 이동하며 특정 크기(예, 20x20 픽셀)의 해당 영역이 얼굴인지 아닌지를 분류기(신경망(Neural Network), 에이다부스트(Adaboost), 서포트 벡터 머신(Support Vector Machine) 등)로 얼굴인지 아닌지를 결정한다. 이 논문은 신경망을 사용하여 얼굴을 분류하였다.
Viola와 Jones는 얼굴 탐지와 관련된 논문을 2004년 작성하였다. 이 논문은 Adaboost 분류기를 사용하였고, Neural Network보다 좋은 성능을 보였고, 현재 사용되는 대부분의 얼굴 탐지 기술의 기본이 되었다. 대표적인 open source인 OpenCV에서 사용하는 얼굴 탐지 알고리즘 또한 위의 논문을 바탕으로 개발되었다.

## 특징
초기 얼굴 검출에 사용된 특징(feature)은 영상에서 얼굴의 강도(intensity)였다. 하지만 인종, 조명 등에 따라 성능이 좌우됨에 따라 이에 무관한 특징이 필요하게 되었다.는 하르 유사 특징(Haar-like feature)을 사용하였다. 이후 국부 이진 패턴(Local Binary Pattern, LBP), 수정 센서스 변환(Modified Census Transform) 등의 특징이 제안되었다.

## 분류기
입력 영상을 특징으로 변환한 후 분류기를 이용하여 얼굴 여부를 판단한다.는 신경망을 이용하여 분류하였고,는 에이다부스트를 이용하여 분류하였다.

## 응용
- 안면 인식 시스템
- 성별 인식
- 나이 인식
- Face ID

## 같이 보기
- 컴퓨터 비전
- 기계 학습
- 패턴 인식